# Castell Dinas
Castell Dinas är ett slott i Storbritannien.   Det ligger i kommunen Pembrokeshire och riksdelen Wales, i den södra delen av landet, 300 km väster om huvudstaden London. Castell Dinas ligger 91 meter över havet.
Terrängen runt Castell Dinas är kuperad åt sydost, men åt nordväst är den platt. Havet är nära Castell Dinas norrut. Runt Castell Dinas är det ganska tätbefolkat, med 70 invånare per kvadratkilometer. Närmaste större samhälle är Fishguard, 4,8 km väster om Castell Dinas. Trakten runt Castell Dinas består i huvudsak av gräsmarker.